# Arany bagolylepke
Az arany bagolylepke (Panchrysia deaurata)  a rovarok (Insecta) osztályának a lepkék (Lepidoptera) rendjéhez, ezen belül a bagolylepkefélék (Noctuidae) családjához tartozó védett faj.

## Elterjedése
Dél- és Közép-Európában terjedt el száraz sztyeppéken.

## Életmódja
- nemzedék:  májustól szeptemberig repül
- hernyók tápnövényei:  hernyója borkóróféléken (Thalictrum) táplálkozik

## Külső hivatkozások
- Greenfo.hu